# Die Debatte
Die Debatte (le Débat) est un ancien quotidien autrichien paru à Vienne du 13 novembre 1864 au 28 novembre 1865 et du 15 février 1868 au 30 septembre 1869. Entre 1865 et 1869, le titre de ce journal devient Die Debatte und Wiener Lloyd. 
Initialement, Die Debatte paraît quotidiennement à partir du 15 septembre 1868 deux fois par jour. À partir de la cinquième année (1868), Die Debate comprend une autre section intitulée Wiener Lloyd: Organ für Volkswirthschaft, Handel und Gewerbe, ainsi qu'un nouveau supplément. 
« Die Tages-Presse » est apparu à Vienne de 1869 à 1878 comme successeur de Die Debatte. 
Dans la première édition de ce quotidien conservateur du 13 novembre 1864, il est rappelé que « la discussion de la question constitutionnelle autrichienne est la question principale et vitale de l'empire » et qu'en elle réside « l'avenir de l'Autriche ». 

## Format
- 2 ° u. gr.-8 °.
- 1864 : 47,5 cm × 34 cm, 5 colonnes.
- 15 septembre - décembre 1868: 59 cm × 42 cm, 6 colonnes.
- à partir du 23 décembre 1868 : édition du soir : 40,5 cm × 27 cm, 3 colonnes.

## Édition

### Propriétaires et éditeurs
- Moritz Gans, suivi par
- D. Frisch en tant que propriétaire et éditeur.

### Imprimerie
- Du 28 février 1865 au 15 septembre 1868 : C. Biel.
- 15 septembre 1868 au 16 mai 1869 : imprimerie de livres de Leopoldstadt, sous la direction de Josef Kaiser.
- Jusqu'au 30 septembre 1869 : sous la direction de Léopold Schichowetz.

### Éditeurs
- à partir du 28 février 1865 : Friedrich Stein.
- du 15 septembre 1868 au 10 janvier 1869 : M.E. Pilcz.
- August Ritter von Stoffella.